# Trono de armas de Moçambique
O Trono de Armas (em inglês:  Throne of Weapons) é uma escultura criada em 2002 por Cristóvão Canhavato a partir de armas não usadas. Pertence hoje ao Museu Britânico, sendo considerada o "mais eloquente objeto" do museu e exibida das mais diversas maneiras.

## Descrição
Cristóvão Estavão Canhavato, nasceu em 1966 em Zavala, no sul de Moçambique. Os trabalhos de Canhavato foram feitos sob o nome Kester numa ação cooperativa chamada Associação Núcleo de Arte. A educação artística de Kester foi feita numa coletiva de artista — embora ele já tivesse conhecimento de engenharia de construções. Esta coletiva de artistas foi uma iniciativa da associação humanitária Christian Aid e outro grupo cristão liderado pelo bispo moçambicano Dinis Sengulane, como parte de uma organização chamada "Transformando Armas em Enxadas".
O trono foi assinado pelo artista, mas os curadores perceberam que as térmites também haviam “assinado”, como tradicionalmente ocorria com as esculturas africanas de madeira. Kester enfatizou os rostos sorridentes por ele incluídos no seu trabalho, embora muitos dos seus familiares tenham sido feridos por armas como essas. No topo do lado direito, na coronha da arma, estaria um rosto humano, o qual, porém, só pode ser "encontrado" pelo próprio artista. Os furos e outras marcas são os resquícios de onde uma alça foi fixada quando carregada pelo seu dono. O símbolo criado por Kester era uma forma gótica que está na parte posterior que pretendia simbolizar uma igreja.

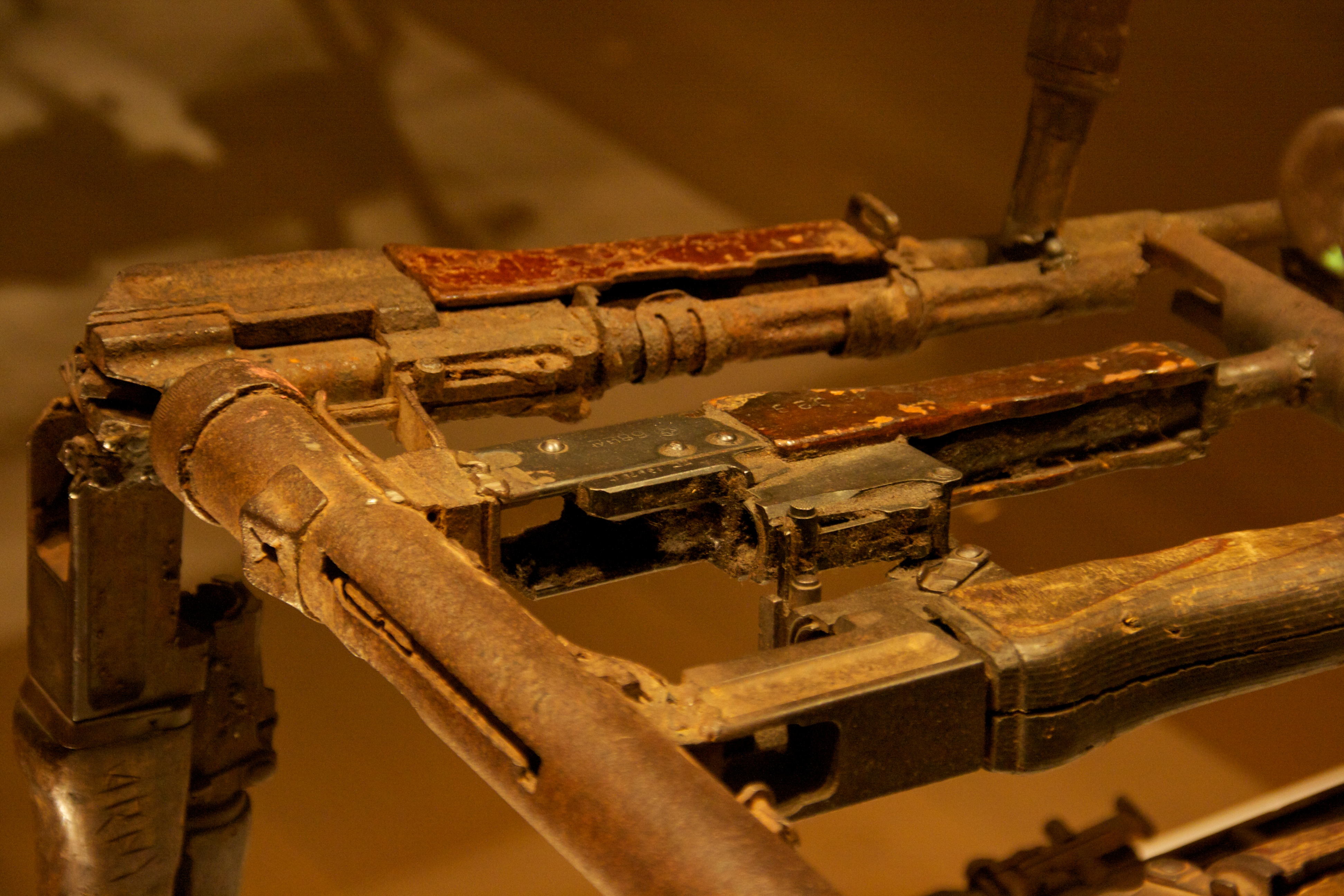
Detalhe do assento do trono.

A organização "Transformando Armas em Enxadas" forneceu as armas desativadas a Kester e o seu grupo e muitas outras peças de escultura. As armas, na maior parte espingardas de assalto, como a AK-47, foram fabricadas em Portugal, Europa Oriental e Coreia do Norte. A espingarda Heckler & Koch G3 usada para formar o encosto foi projetada na Alemanha e fabricada em Portugal. Estas foram amplamente utilizadas em toda a África Ocidental. A contribuição russa da icónica espingarda AK-47 foi importante para o desenho do trono. Uma AK-47 e uma página de livro estão simbolizadas na bandeira de Moçambique.
Na frente da cadeira encontra-se uma espingarda AKM fabricada pela Coreia do Norte, e uma metralhadora ligeira PPS-43, e as armas que compõem o assento foram fabricadas na Polónia e Checoslováquia.
As armas em Moçambique surgiram de uma guerra civil que foi financiada pela África do Sul e a Rodésia e envolveu os emigrantes dos seus regimes do apartheid. Um milhão de pessoas foram mortas e a guerra só terminou quando a União Soviética entrou em colapso e o financiamento terminou. Kofi Annan disse quando esta cadeira estava sendo discutida: "Nós não fabricamos armas, por vezes não temos dinheiro para comprá-las. Como conseguimos essas armas para matarmo-nos?"

## Origem
O trono foi comprado pelo Museu Britânico em 2002. A escultura tinha sido trazida para a Inglaterra pela Christian Aid, como parte de uma exposição intitulada "Swords into Plowshares. Transforming Arms into Art". Em 2005, o museu passou a encomendar outra obra de arte do mesmo grupo de artistas em Maputo. A peça resultante foi chamada de "Árvore de Vida (Kester)" e foi exibida na área principal do museu a partir de fevereiro de 2005.

## Importância

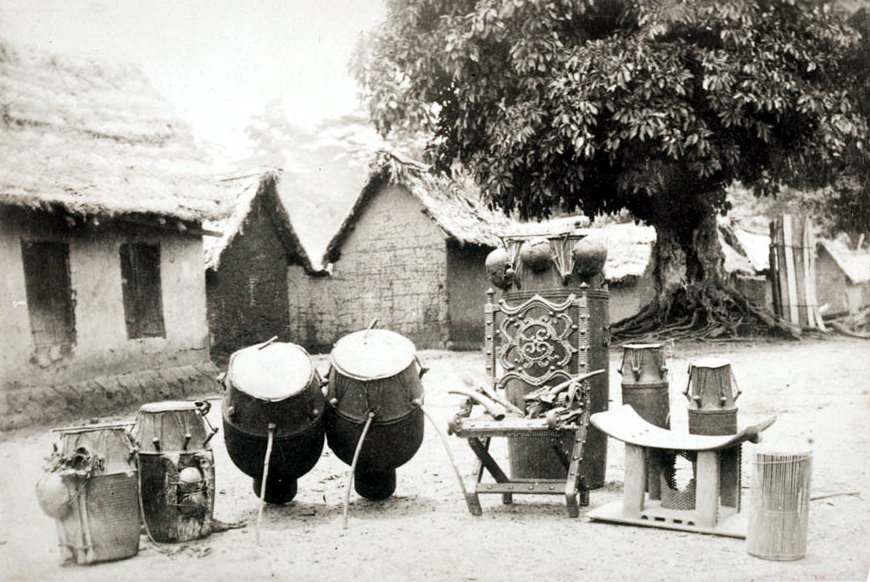
O Trono de Begoro no Gana, na década de 1880

A Associação Núcleo de Arte de Maputo tem realizado mostras coletivas de artistas desde a década de 1930 e, apesar do fim do império e da guerra civil, ainda apoia os artistas, como fez em Maputo, com o pintor Malangatana na década de 1950.
O simbolismo da reciclagem de armas desmanteladas de todo o mundo é evidente. No entanto, há um significado adicional porque os tronos podem ser um símbolo de autoridade em África. Um exemplo do século XIX de uma cadeira de um chefe tribal do Gana é usada como comparação.
O "Trono de armas" foi enviado em digressão pelo Museu Britânico e foi exibido em escolas, centros comerciais, museus, catedrais, espaços comunitários e uma prisão em todo o Reino Unido. Viajou também internacionalmente, mas também percorreu a Irlanda do Norte, País de Gales, Escócia e Inglaterra. Foi chamado de "objeto eloquente" do Museu e pode ter sido mostrado de uma maneira mais ampla do que qualquer outro artefacto.
A escultura foi escolhida para ser apresentada numa série de programas de rádio iniciada em 2010: Uma história do mundo em 100 objetos (A History of the World in 100 Objects), numa colaboração entre a British Broadcasting Corporation e o Museu Britânico.